# Harold Keen
Harold Hall Keen (* 1894 in London; † 1973 in Croxley Green), genannt „Doc Keen“, war ein britischer Ingenieur, der ab den 1930er-Jahren Chefingenieur der British Tabulating Machine Company (BTM) war und während des Zweiten Weltkriegs dort die Entwicklung und Herstellung der sogenannten Turing-Bombe leitete. Dabei handelte es sich um eine elektromechanische Entzifferungsmaschine, mit der den Briten der erfolgreiche Bruch der von den deutschen Militärs zur Verschlüsselung ihres geheimen Nachrichtenverkehrs eingesetzten Rotor-Schlüsselmaschine Enigma gelang. Seine Gewohnheit, Werkzeug und Unterlagen, wie Konstruktionszeichnungen, in einem auffälligen Arztkoffer mit sich zu tragen, brachte ihm den Spitznamen „Doc Keen“ ein.

## Leben
Harold wurde im Osten Londons im Stadtteil Shoreditch geboren, der heute im Borough of Tower Hamlets liegt. Mit 18 Jahren, im Jahr 1912, trat er in die im benachbarten Stadtteil Kentish Town ansässige British Tabulating Machine Company (deutsch „Britische Tabelliermaschinen-Gesellschaft“) ein. Dort wurden unter Lizenz der amerikanischen Tabulating Machine Company, aus der später das Weltunternehmen IBM entstand, die von Herman Hollerith entwickelten Hollerithmaschinen gefertigt. Keen begann zeitgleich ein Studium der Elektrotechnik. Nach einer durch den Ersten Weltkrieg bedingten Unterbrechung – er diente ab 1916 beim Royal Flying Corps in Nordfrankreich – nahm er 1919 seine Arbeit bei der BTM wieder auf und zog ein Jahr später mit ihr nach Letchworth, eine Stadt rund 60 km nördlich der britischen Hauptstadt in der Grafschaft Hertfordshire. Kurz darauf begann die BTM mit der Entwicklung und Fertigung eigener elektromechanischer Maschinen. Zwei Jahre später wurde Keen zum Leiter der Versuchsabteilung ernannt und avancierte in den folgenden Jahren zu einem der landesweit anerkanntesten Entwickler für Tabelliermaschinen, der über 60 Patente einreichte. In den 1930er-Jahren wurde er zum Chefingenieur der BTM befördert.
Zu Beginn des Zweiten Weltkriegs, im Jahr 1939, wurde Harold Keen von der britischen Regierung mit der Leitung der Herstellung der vom englischen Codebreaker Alan Turing auf Basis der sogenannten Letchworth-Enigma  ersonnenen kryptanalytischen Entzifferungsmaschine betraut. Der erste Prototyp der Turing-Bombe, genannt Victory (deutsch „Sieg“), wurde von Keen und seinem Team aus zwölf Mitarbeitern bereits im Frühjahr 1940 fertiggestellt. Das Gerät wurde anschließend im englischen Bletchley Park (B.P.) erfolgreich zur Entzifferung von deutschen Enigma-Funksprüchen eingesetzt. Nachdem durch Gordon Welchmans Erfindung des diagonal board (deutsch „Diagonalbrett“) die Effizienz der Maschine wesentlich verbessert werden konnte, wurde die Produktion erheblich gesteigert. Unter enger Zusammenarbeit des Kryptoanalytikers Welchman und des Elektroingenieurs Keen entstanden bis Ende 1941 unter dem Decknamen „CANTAB“ zwölf weitere Exemplare und bis zum Kriegsende mehr als 210 Bombes. Die nach den Konstruktionsunterlagen und Fertigungsvorschriften von Harold Keen gefertigten Maschinen dienten bis zum siegreichen Ende des Krieges dazu, über zweieinhalb Millionen Enigma-verschlüsselte deutsche Funksprüche in B.P. fabrikmäßig zu brechen. Für seine Verdienste erhielt er den Order of the British Empire (OBE).
Harold Hall Keen war seit 1919 mit Eva Burningham verheiratet. Er starb im Alter von 79 Jahren.